# Onthophagus phanaeicollis
Onthophagus phanaeicollis là một loài bọ cánh cứng trong họ Bọ hung (Scarabaeidae).